# Baie Beau Vallon
La baie Beau Vallon est une baie de l'île de Mahé aux Seychelles.